# Sune Lindström
Sune Adolf Lindström, född 2 november 1906 i Malmö Sankt Pauli församling, död 31 oktober 1989 i Skogslyckans församling i Kronobergs län, var en svensk arkitekt.

## Utbildning
Sune Lindström utbildades till arkitekt på Kungliga Tekniska högskolan i Stockholm 1926–1931. En termin av sina studier förlade han till Bauhausskolan i Dessau.

## Liv och verk

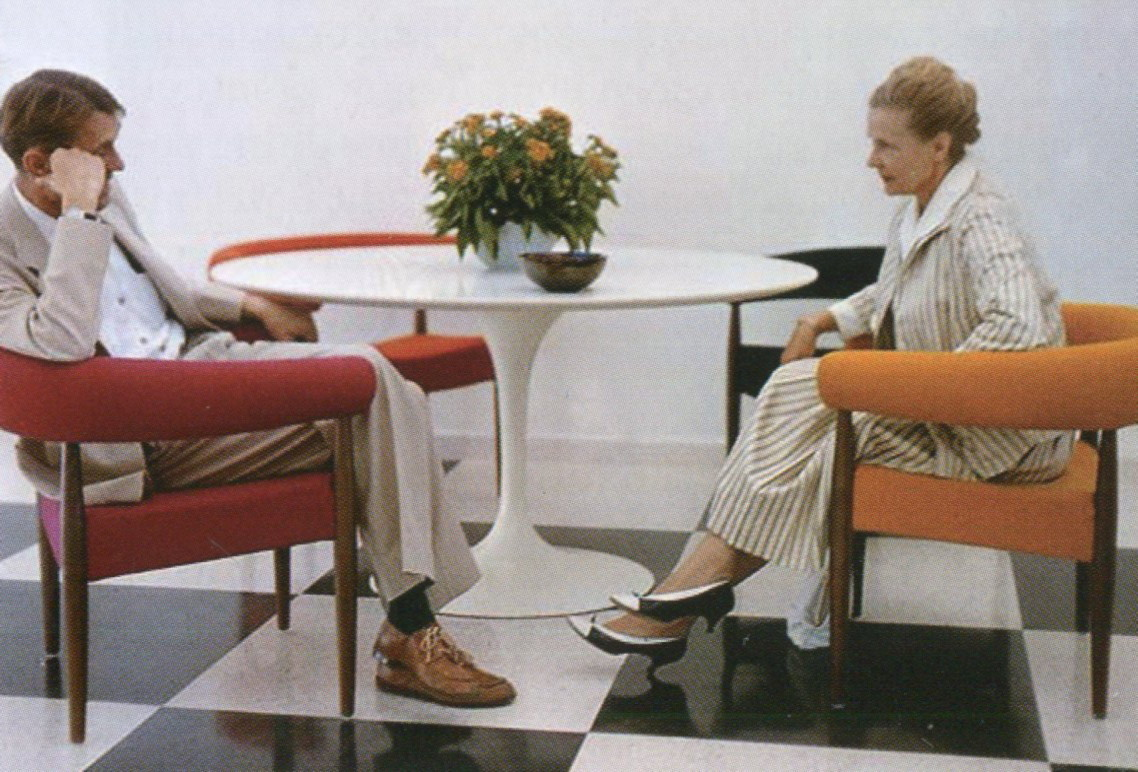
Sune Lindström och Alva Myrdal i svenska ambassaden i New Delhi.

Efter examen tog han anställning vid Kooperativa förbundets arkitektkontor, KFAI. Åren 1937–1939 var han chef för HSBs stadsplanebyrå, där bland annat bebyggelsen på Reimersholme planerades.
Lindström ritade Karlskoga stadshus, som stod färdigt 1939 då Karlskoga blev stad. Helmer Nordqvist i byggnadsnämnden berättade att Lindström, haft högtflygande planer om "vinkelhus med förbindelsetunnlar, skyskrapor och tyrollerrestauranger", men att Nordqvist sagt att han hellre ville se något i stil med Stockholms slott. Lindström återkom så med förslag till den fyrkantiga byggnad med stor innergård, som finns kvar än idag under namnet Hotell Alfred Nobel.
Under sin tid som chefsarkitekt på AB Vattenbyggnadsbyrån, VBB, tillkom det berömda vattentornet "Svampen" i Örebro (1954–1958). VBB utförde därefter under Lindströms medverkan vattentorn på många håll och i flera länder, däribland i Kuwait 1969–1973, där ett trettiotal torn bildar verkningsfulla grupper och vattentornen i Kuwait City, de så kallade Kuwait Towers som han ritade tillsammans med sin hustru, formgivaren Malene Bjørn, utgör något av nationalsymboler för landet. Markant i Stockholms stadsbild är höghuset inom Wenner-Gren Center (1959) i norra avslutningen av Sveavägen.
Lindström var under åren 1959–1969 professor vid Chalmers tekniska högskola.

## Familj
Sune Lindström var son till generalmajor Gustaf Lindström och Astrid Dahlén. Han gifte sig 1931 med arkitekten Ragna Bahnson-Rosenborg (1907–1986) och fick fyra barn: Pär (född 1934), Sara (född 1935), Lena (född 1939) och Joe (född 1942). I sitt andra äktenskap var han från 1950 gift med den danska formgivaren Malene Bjørn.

## Verk i urval

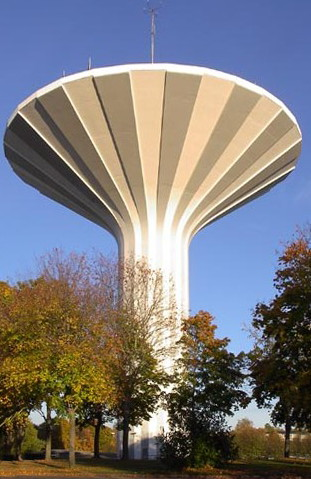
Svampen i Örebro, 1954-1958.
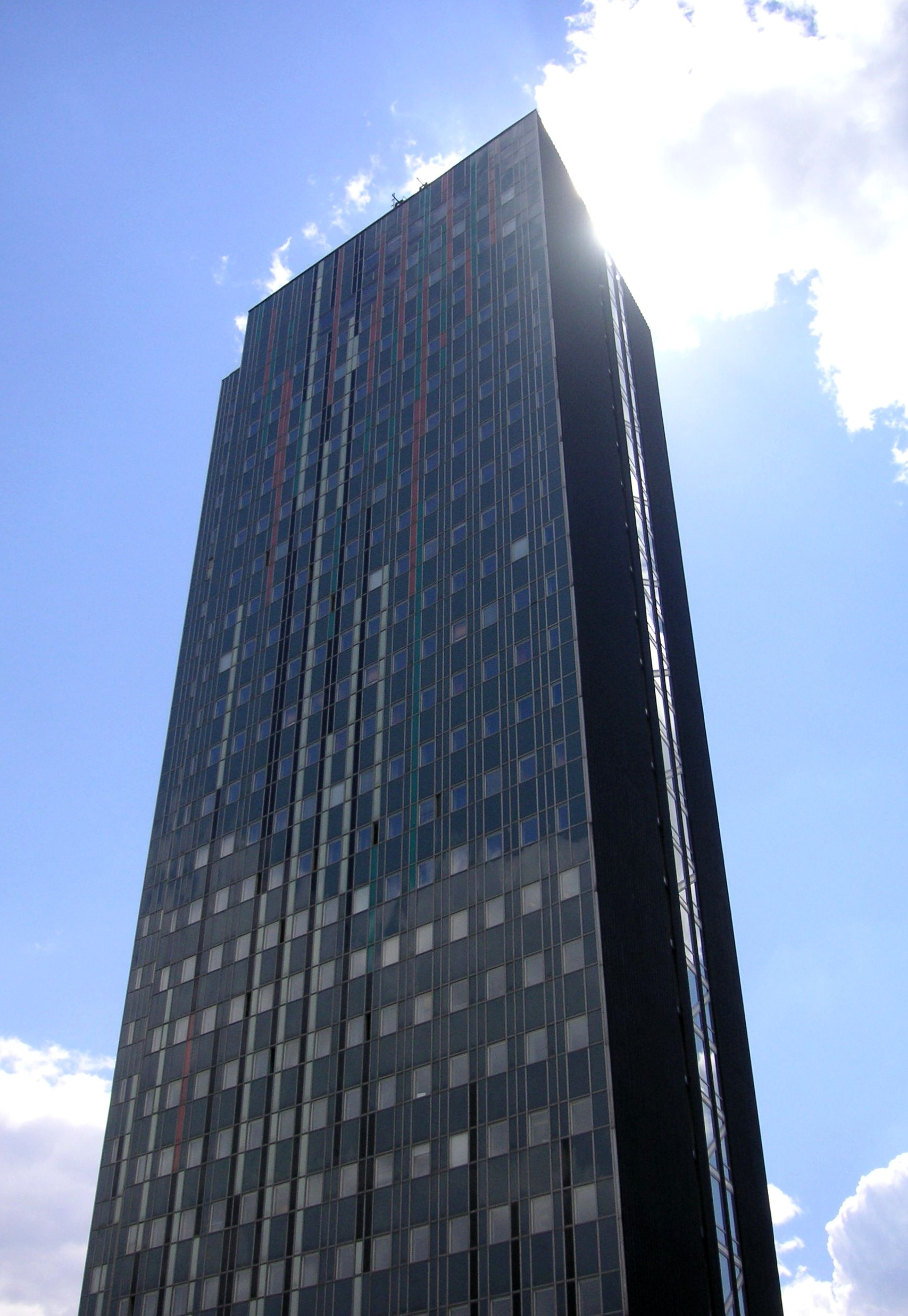
Wenner-Gren Center (höghusdelen) i Stockholm, 1959.
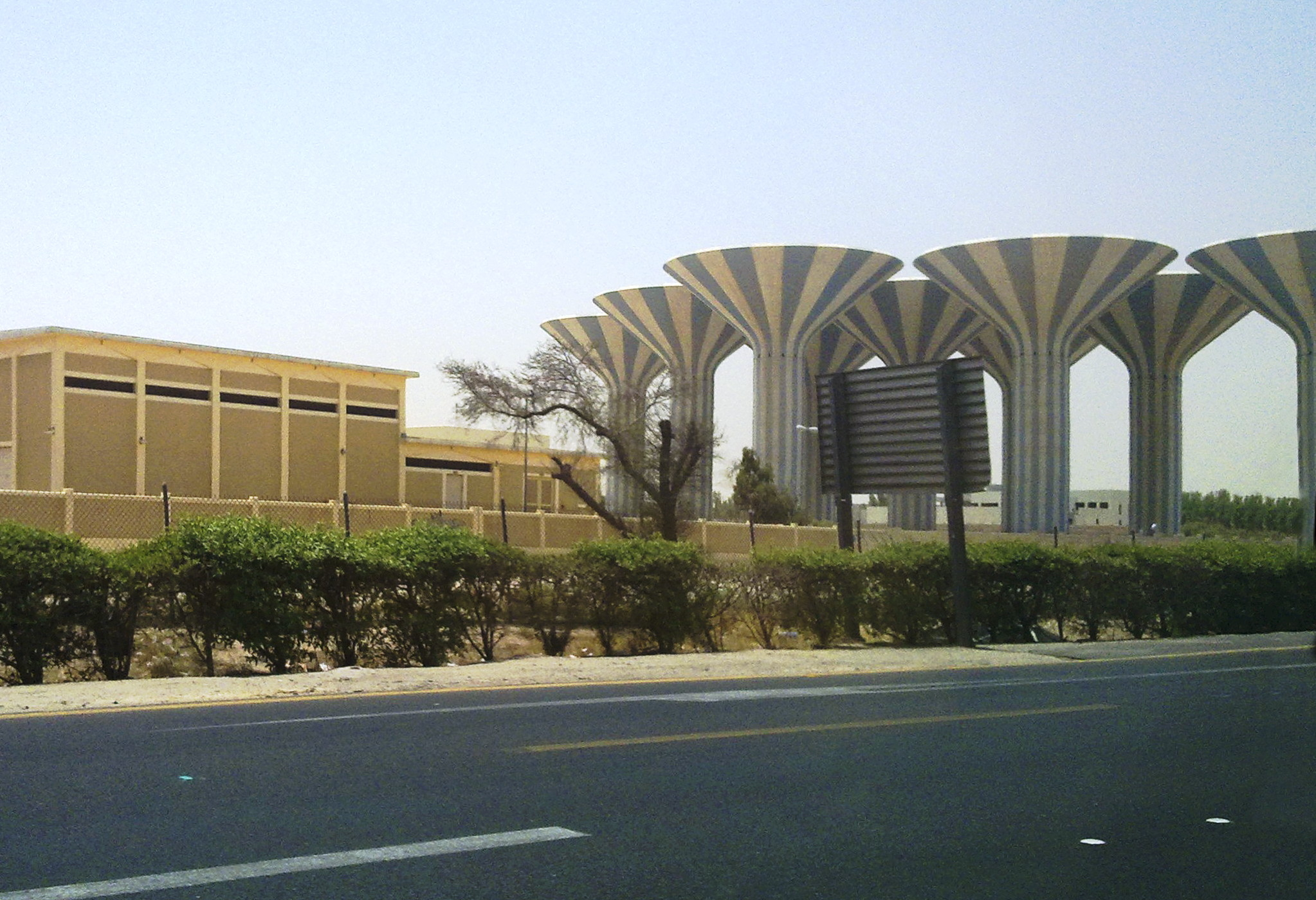
Kuwait Towers i Kuwait City, 1971-1976.
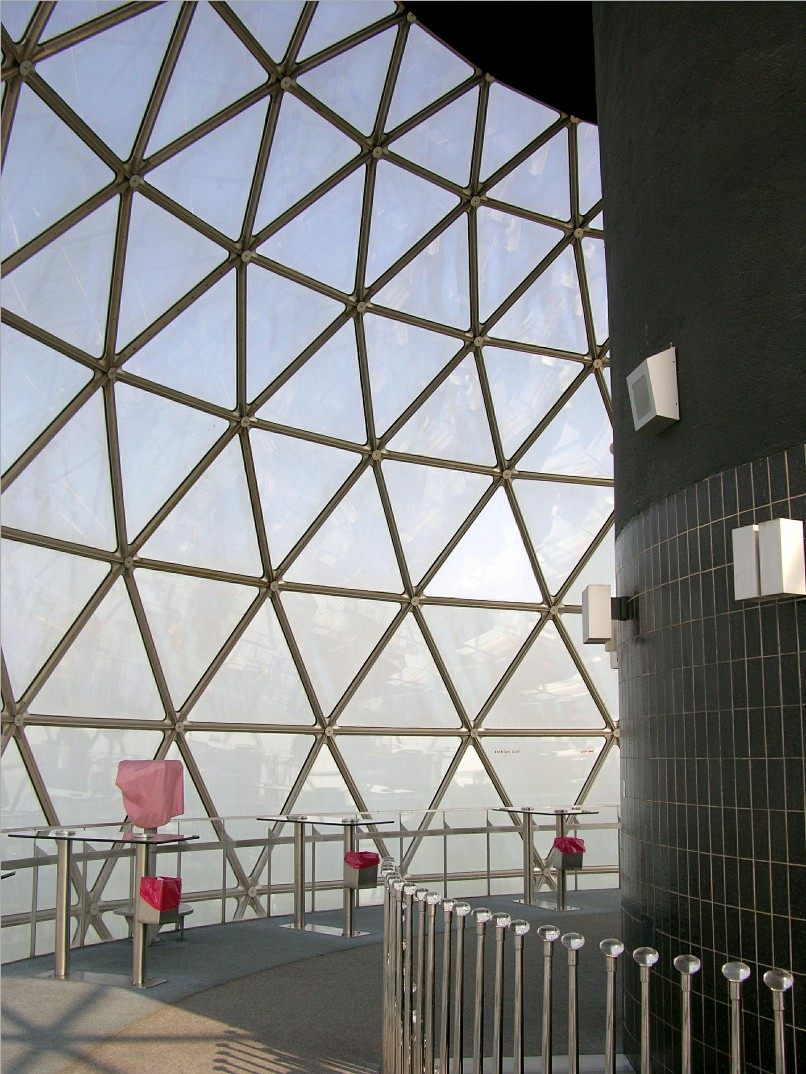
Inifrån utsiktplatsen i Kuwait Towers.